# 구례 방산서원
방산서원은 대한민국 전라남도 구례군 산동면에 있다. 2005년 5월 18일 구례군의 향토문화유산 제11호로 지정되었다.

## 개요
방산서원은 조선 성종조의 명신 문효공 윤효손을 배향하기 위하여 1702년(숙종 28년)에 전라도 사림의 공의에 따라 구례군 산동면 이평리에 세운 서원이다. 이후 1716년에 대제학 및 영의정인 백헌 이경석과 한성좌윤 증이조판서 성만 최연을, 1740년에 고려조의 국자사업 및 서경유수 남원백 벽송 윤위를 주향으로, 1760년에는 사헌부 정언 삼계 최언수를 추가로 배향하여 향사를 거행해 오다가 1868년 서원철폐령에 따라 훼철되었다. 그 후 1985년에 지역유림의 발의로 현재의 위치에 서원을 중건하였다. 현재 향사가 복원된 분은 윤위, 윤효손, 이경석이다.